# 中村五木
中村 五木（なかむら いつき、1949年（昭和24年）10月30日 - 2020年（令和2年）12月31日）は、日本の政治家。熊本県天草市長（2期）、天草市議会議員（2期）、牛深市議会議員（5期）などを務めた。

## 来歴
熊本県球磨郡五木村出身。1968年（昭和43年）3月に熊本県立牛深高等学校を卒業したのち、牛深市役所に入所。
1986年（昭和61年）7月、牛深市議会議員に就任。計5回当選。
2006年（平成18年）3月27日、牛深市は、本渡市・天草郡有明町・御所浦町・倉岳町・栖本町・新和町・五和町・天草町および河浦町と合併し廃止。天草市が誕生する。同年4月23日に行われた天草市議会議員選挙に立候補し当選。2010年（平成22年）3月28日の同議会議員選挙で2選。2013年（平成25年）12月、市議を辞職。
2014年（平成26年）3月23日に行われた天草市長選挙に無所属で立候補。現職の安田公寛市長を僅差で破り初当選した。4月11日、市長就任。選挙の結果は以下のとおり。
※当日有権者数：73,278人 最終投票率：78.32%（前回比：-0.22pts）
| 候補者名 | 年齢 | 所属党派 | 新旧別 | 得票数   | 得票率 | 推薦・支持 |
| -------- | ---- | -------- | ------ | -------- | ------ | ---------- |
| 中村五木 | 64   | 無所属   | 新     | 28,828票 | 50.77% |            |
| 安田公寛 | 64   | 無所属   | 現     | 27,958票 | 49.23% |            |

2018年（平成30年）3月、無投票により再選。
2020年（令和2年）12月30日、自宅で片付けをしている際に胸の痛みを訴え、天草市内の医療機関に救急搬送。その後さらに天草地域医療センターに搬送されたが、翌12月31日、急性心筋梗塞のため死去。71歳没。死没日をもって正五位叙位、旭日小綬章追贈。馬場昭治が市長選挙で初当選するまで、同市副市長の金子邦彦が市長職務代理者を務めた（地方自治法第152条第1項による）。

## 政策・主張
- くまもとアートポリス事業での本庁舎建設を取りやめ、必要最小限の規模で本庁舎を建設する[10]。
- 市長の給与を30％、退職金を2,088万円削減する[10]。
- 観光拠点イルカセンター（仮称）の建設、「道の駅」登録を推進する[10]。